# Решения Конституционного суда Российской Федерации
Решения Конституционного суда Российской Федерации — особая разновидность актов судебной власти, выносимых Конституционным судом Российской Федерации, при рассмотрении и разрешении конституционных споров по всем возникшим материально-правовым и процессуально-правовым вопросам. Конституционный суд в ходе своей деятельности принимает различные виды решений, определяемых в статье 71 ФКЗ «О Конституционном Суде Российской Федерации».

## Виды решений

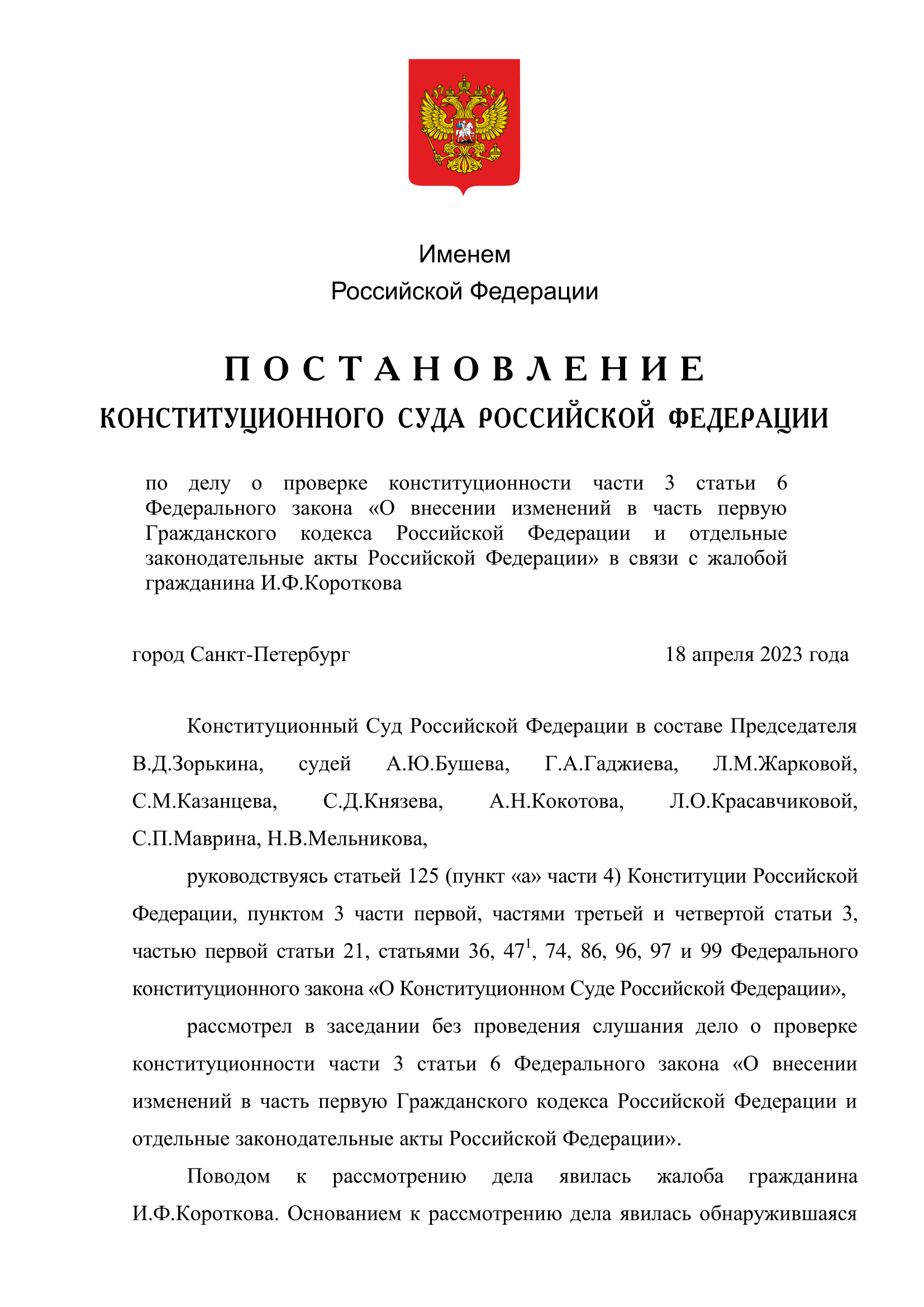
Постановление Конституционного Суда России

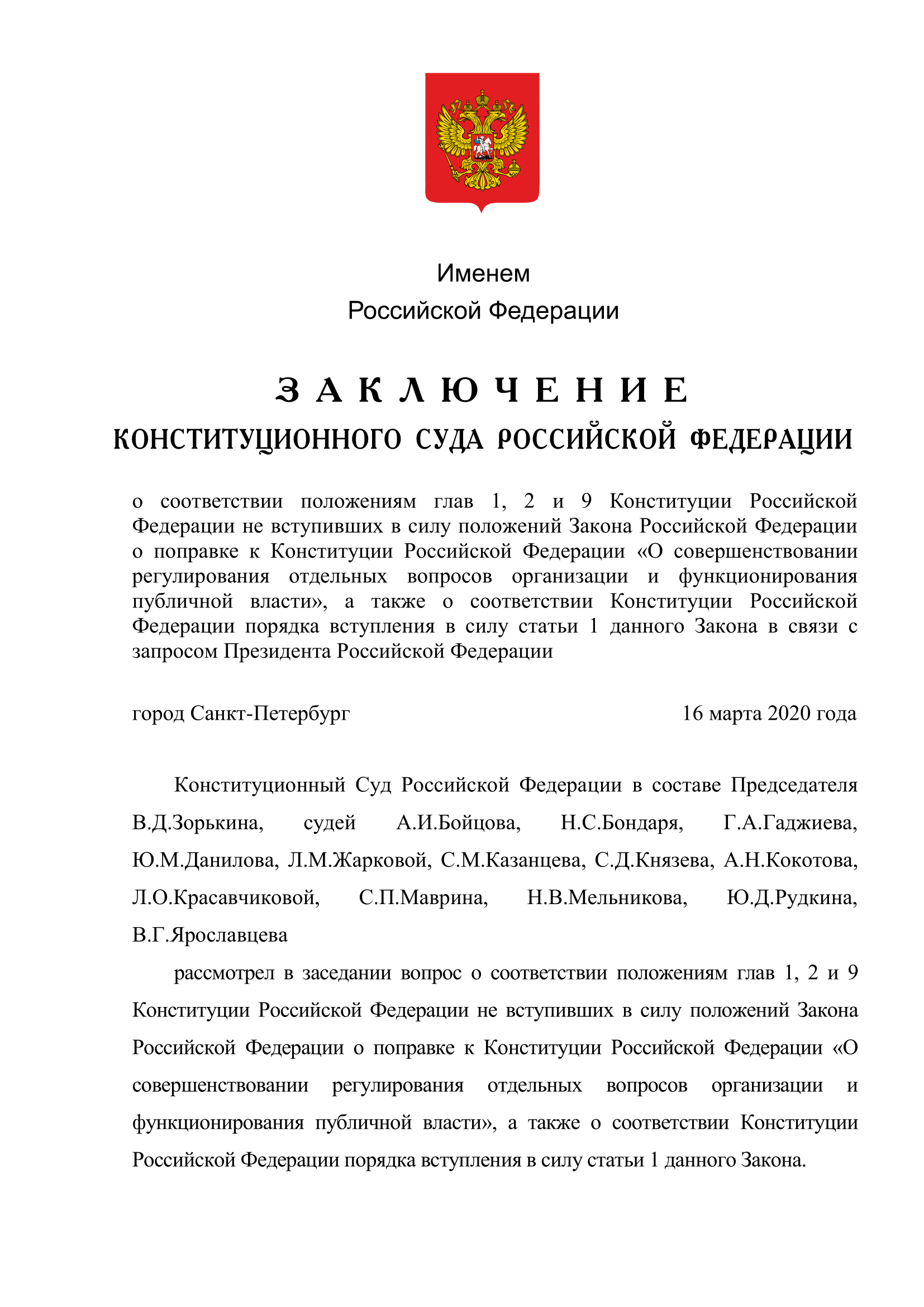
Заключение Конституционного Суда России

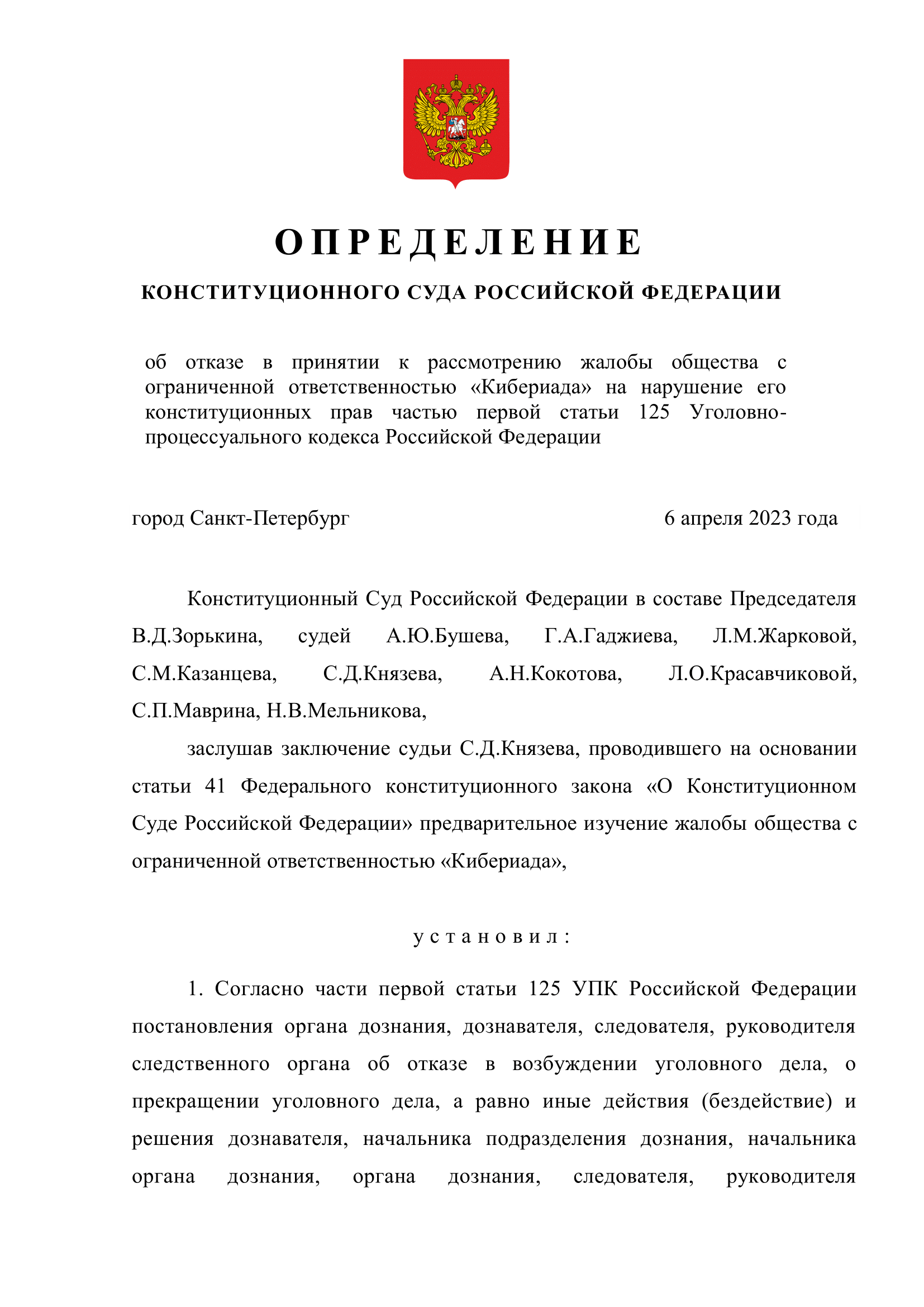
Определение Конституционного Суда России

### Постановления
Итоговое решение по существу большинства вопросов, решаемых Конституционным Судом. Ранее, только постановления выносились именем Российской Федерации, однако на данный момент к ним добавились и заключения.

### Заключения
Итоговое решение Конституционного суда по существу запроса о соблюдении установленного порядка выдвижения обвинения Президента России или Президента России, прекратившего исполнение полномочий в связи с истечением срока его пребывания в должности либо досрочно в случае его отставки или стойкой неспособности по состоянию здоровья осуществлять принадлежащие ему полномочия, в государственной измене или совершении иного тяжкого преступления.

### Определения
Все иные решения Конституционного Суда Российской Федерации, принимаемые в ходе осуществления конституционного судопроизводства.

## Принятие решения
Решение Конституционного Суда Российской Федерации принимается открытым голосованием путем поименного опроса судей. Председательствующий во всех случаях голосует последним.
Решение считается принятым при условии, что за него проголосовало большинство участвовавших в голосовании судей, если иное не предусмотрено Федеральным конституционным законом.
В случае, если при принятии решения по делу о проверке конституционности нормативного акта (проекта нормативного акта), договора между органами государственной власти, не вступившего в силу международного договора Российской Федерации, вопроса, выносимого на референдум Российской Федерации, по делу о возможности исполнения решения межгосударственного органа либо решения иностранного или международного (межгосударственного) суда, иностранного или международного третейского суда (арбитража), налагающего обязанности на Российскую Федерацию, по делу о даче заключения о соблюдении установленного порядка выдвижения обвинения Президента Российской Федерации или Президента Российской Федерации, прекратившего исполнение полномочий в связи с истечением срока его пребывания в должности либо досрочно в случае его отставки или стойкой неспособности по состоянию здоровья осуществлять принадлежащие ему полномочия, в государственной измене или совершении иного тяжкого преступления голоса разделились поровну, решение считается принятым в пользу конституционности соответствующего объекта конституционного контроля. Решение по спорам о компетенции во всех случаях принимается большинством голосов.
Решение о толковании Конституции Российской Федерации принимается большинством не менее 2/3 от числа действующих судей.
Судья Конституционного Суда Российской Федерации не вправе воздержаться при голосовании или уклониться от голосования.

## Требования к решениям
Решения Конституционного Суда должны основываться на материалах, исследованных им.
Конституционный Суд принимает решение по делу, оценивая как буквальный смысл рассматриваемого акта, так и смысл, придаваемый ему официальным и иным толкованием, в том числе в решениях по конкретному делу, или сложившейся правоприменительной практикой, а также исходя из его места в системе правовых актов.
Конституционный Суд Российской Федерации принимает постановления и дает заключения только по предмету, указанному в обращении, и лишь в отношении той части акта или компетенции органа, конституционность которых подвергается сомнению в обращении. Конституционный Суд России при принятии решения не связан основаниями и доводами, изложенными в обращении.
Постановления и заключения излагаются в виде отдельных документов с обязательным указанием мотивов их принятия.
Определения Конституционного Суда Российской Федерации оглашаются в заседании и заносятся в протокол, если иное не установлено федеральным конституционным законом или решением Конституционного Суда Российской Федерации.

## Особое мнение судьи
Судья Конституционного Суда Российской Федерации, не согласный с решением Конституционного Суда, вправе письменно изложить свое особое мнение.
Судья, голосовавший за принятое постановление или заключение по существу рассматриваемого Конституционным Судом Российской Федерации вопроса, но оставшийся в меньшинстве при голосовании по какому-либо другому вопросу или по мотивировке принятого решения, вправе письменно изложить свое мнение о несогласии с большинством судей.
Особое мнение или мнение судьи приобщается к протоколу заседания Конституционного Суда Российской Федерации и хранится вместе с ним.
Судья не вправе обнародовать особое мнение или мнение в какой-либо форме или публично на него ссылаться.

## Провозглашение решения
Решение Конституционного Суда Российской Федерации, вынесенное по итогам рассмотрения дела, за исключением постановления, принятого без проведения слушания, провозглашается в открытом заседании Конституционного Суда немедленно после его подписания. Решение провозглашается не в полном объёме. Конституционный Суд Российской Федерации может посчитать необходимым провозглашение решения, вынесенного по итогам рассмотрения дела, в полном объеме.
Постановления и заключения Конституционного Суда Российской Федерации не позднее чем в двухнедельный срок со дня их подписания направляются:
- судьям Конституционного Суда Российской Федерации;
- сторонам;
- Президенту России, Совету Федерации, Государственной Думе, Правительству России, Уполномоченному по правам человека;
- Верховному Суду России, Генеральному прокурору России, Председателю Следственного комитета России, министру юстиции.

Решения Конституционного Суда могут быть также направлены другим государственным органам и организациям, общественным объединениям, должностным лицам и гражданам.

## Опубликование решения
Постановления и заключения Конституционного Суда Российской Федерации подлежат незамедлительному опубликованию в официальных изданиях органов государственной власти Российской Федерации, органов государственной власти субъектов Российской Федерации, которых касается принятое решение. Решения Конституционного Суда Российской Федерации публикуются также при необходимости в иных изданиях.
На «Официальном интернет-портале правовой информации» (www.pravo.gov.ru) размещаются постановления, определения Конституционного Суда Российской Федерации о разъяснении постановлений Конституционного Суда Российской Федерации, а также иные решения Конституционного Суда Российской Федерации, которыми предусмотрен такой порядок их размещения.
Постановления, заключения и определения Конституционного Суда Российской Федерации подлежат размещению на официальном веб-сайте Конституционного Суда Российской Федерации.

## Юридическая сила решения
Решение Конституционного Суда Российской Федерации окончательно и не подлежит обжалованию. Решение Конституционного Суда Российской Федерации, вынесенное по итогам рассмотрения дела, назначенного к слушанию в заседании Конституционного Суда Российской Федерации, вступает в силу немедленно после его провозглашения. Постановление Конституционного Суда Российской Федерации, принятое без проведения слушания, вступает в силу со дня его опубликования. Иные решения Конституционного Суда Российской Федерации вступают в силу со дня их принятия.
Решение Конституционного Суда Российской Федерации действует непосредственно и не требует подтверждения другими органами и должностными лицами. Юридическая сила постановления Конституционного Суда Российской Федерации о признании акта неконституционным не может быть преодолена повторным принятием этого же акта.
Акты или их отдельные положения, признанные неконституционными, утрачивают силу или в случаях, предусмотренных настоящим Федеральным конституционным законом, не приобретают юридическую силу. Признанные не соответствующими Конституции Российской Федерации не вступившие в силу международные договоры Российской Федерации не подлежат введению в действие и применению. Решения судов и иных органов, основанные на актах или их отдельных положениях, признанных постановлением Конституционного Суда Российской Федерации неконституционными либо примененных в истолковании, расходящемся с данным Конституционным Судом Российской Федерации в постановлении истолкованием, должны быть пересмотрены (а до пересмотра не подлежат исполнению) в случаях:
- если решение не вступило в силу при рассмотрении дела судом апелляционной инстанции;
- если вступившее в силу решение, которое было принято по спору между органом государственной власти или органом местного самоуправления, с одной стороны, и гражданином или юридическим лицом, с другой стороны, и влечет за собой передачу гражданином или юридическим лицом имущества или выплату ими денежных средств публичному образованию, не исполнено и при исполнении такого решения не имело место злоупотребление со стороны гражданина или юридического лица;
- если положения, признанные постановлением Конституционного Суда Российской Федерации неконституционными, послужили основанием для привлечения гражданина к уголовной ответственности;
- если положения, признанные постановлением Конституционного Суда Российской Федерации неконституционными, послужили основанием для привлечения гражданина или юридического лица к административной ответственности, при этом срок, в течение которого лицо считается подвергнутым административному наказанию, не прошел либо прошел, но факт привлечения к административной ответственности продолжает порождать для гражданина или юридического лица негативные последствия;
- если в постановлении Конституционного Суда Российской Федерации, принятом по жалобе на нарушение конституционных прав и свобод, прямо указано на такой пересмотр в отношении иных лиц помимо заявителя или лица, в интересах которого подана жалоба.

В случае, если решением Конституционного Суда Российской Федерации нормативный акт признан не соответствующим Конституции Российской Федерации полностью или частично либо из решения Конституционного Суда Российской Федерации вытекает необходимость устранения пробела в правовом регулировании, государственный орган или должностное лицо, принявшие этот нормативный акт, рассматривают вопрос о принятии нового нормативного акта, который должен, в частности, содержать положения об отмене нормативного акта, признанного не соответствующим Конституции Российской Федерации полностью, либо о внесении необходимых изменений и (или) дополнений в нормативный акт, признанный неконституционным в отдельной его части, или в нормативный акт, признанный соответствующим Конституции Российской Федерации в данном Конституционным Судом Российской Федерации истолковании. До принятия нового нормативного акта непосредственно применяется Конституция Российской Федерации.
С момента вступления в силу постановления Конституционного Суда Российской Федерации, которым нормативный акт или отдельные его положения признаны не соответствующими Конституции Российской Федерации, либо постановления Конституционного Суда Российской Федерации о признании нормативного акта либо отдельных его положений соответствующими Конституции Российской Федерации в данном Конституционным Судом Российской Федерации истолковании не допускается применение либо реализация каким-либо иным способом нормативного акта или отдельных его положений, признанных таким постановлением Конституционного Суда Российской Федерации не соответствующими Конституции Российской Федерации, равно как и применение либо реализация каким-либо иным способом нормативного акта или отдельных его положений в истолковании, расходящемся с данным Конституционным Судом Российской Федерации в этом постановлении истолкованием. Суды общей юрисдикции, арбитражные суды при рассмотрении дел после вступления в силу постановления Конституционного Суда Российской Федерации (включая дела, производство по которым возбуждено и решения предшествующих судебных инстанций состоялись до вступления в силу этого постановления Конституционного Суда Российской Федерации) не вправе руководствоваться нормативным актом или отдельными его положениями, признанными этим постановлением Конституционного Суда Российской Федерации не соответствующими Конституции Российской Федерации, либо применять нормативный акт или отдельные его положения в истолковании, расходящемся с данным Конституционным Судом Российской Федерации в этом постановлении истолкованием.

## Разъяснение решения
Постановление, заключение Конституционного Суда Российской Федерации могут быть официально разъяснены только самим Конституционным Судом Российской Федерации по ходатайству стороны дела, по которому вынесено постановление, а также по ходатайству Президента Российской Федерации, Совета Федерации, Государственной Думы, Правительства Российской Федерации, Верховного Суда Российской Федерации, других органов и лиц, которым направлено постановление или заключение. Определение Конституционного Суда Российской Федерации разъяснению не подлежит.
Сторонам дела, по которому вынесено постановление, ходатайство о разъяснении которого принято Конституционным Судом Российской Федерации к рассмотрению, направляется данное ходатайство и предлагается письменно представить свой отзыв по поставленному в ходатайстве вопросу в определенный срок, за исключением случаев, когда официальное разъяснение не терпит отлагательства.
О разъяснении постановления, заключения Конституционного Суда Российской Федерации выносится определение, оформляемое в виде отдельного документа и подлежащее опубликованию в том же порядке, в каком были опубликованы постановление, заключение.